# اتفاقية اردوت

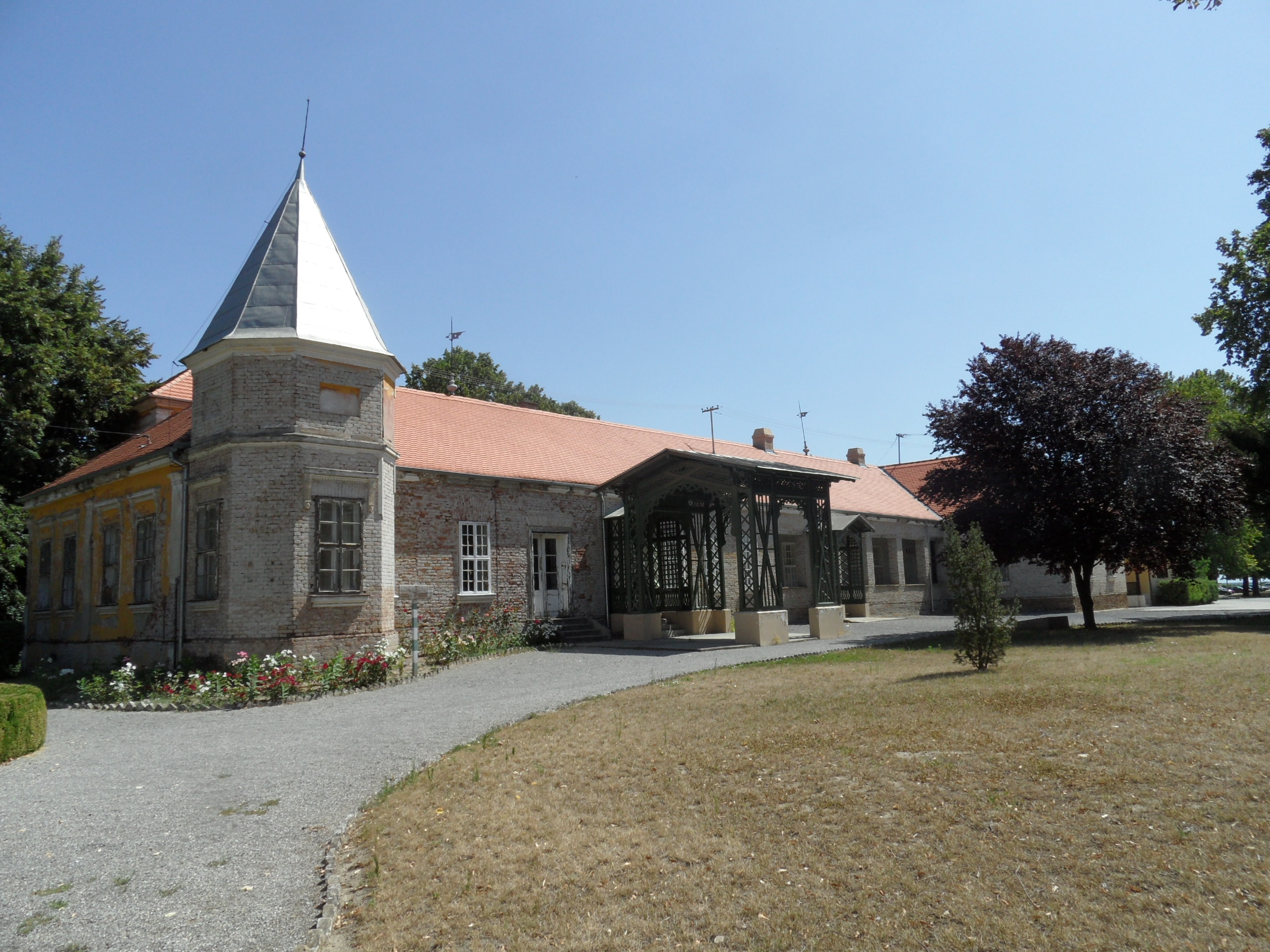
قلعة أداموفيتش تشيه، حيث تم توقيع اتفاقية إردوت.

اتفاقية إردوت أو الاتفاق الأساسي بشأن منطقة سلافونيا الشرقية وبارانيا وسيرميوم الغربية، كان اتفاقًا تم التوصل إليه في 12 نوفمبر 1995 بين سلطات جمهورية كرواتيا والسلطات المحلية الصربية في سلافونيا الشرقية وبارانيا ومنطقة غرب سيرميا بشأن الحل السلمي لحرب الاستقلال الكرواتية في شرق كرواتيا. وبدأت عملية إعادة الإدماج السلمي للمنطقة تحت سيطرة الحكومة المركزية (التي نفذتها الأمم المتحدة) وقدمت مجموعة من الضمانات لحقوق الأقليات وعودة اللاجئين. سميت على اسم القرية التي وقعت فيها اردوت.
الموقعون هم هرفويي شارينيتش، رئيس الوزراء السابق لكرواتيا، وميلان ميلانوفيتش، سياسي صربي محلي يمثل جمهورية كرايينا الصربية المعلنة من جانب واحد بموجب تعليمات من سلطات جمهورية يوغوسلافيا الاتحادية. وكان الشاهدان بيتر جالبريث، سفير الولايات المتحدة في كرواتيا في ذلك الوقت، وثورفالد ستولتنبرغ، وسيط الأمم المتحدة.
كانت أراضي سلافونيا الشرقية وبارانيا وسيرميوم الغربية تحت سيطرة جمهورية كرايينا الصربية سابقًا، وقبل ذلك من قبل منطقة الحكم الذاتي الصربية في سلوفينيا الشرقية وبرانيا وسيرميا الغربية. أقر قرار مجلس الأمن رقم 1023 بالاتفاق، ومهد الطريق لإنشاء سلطة الأمم المتحدة الانتقالية في سلافونيا الشرقية وبارانيا وسيرميوم الغربية. لم يتم تصميم إدارة سلطة الأمم المتحدة باعتبارها بعثة عادية، بل كانت بمثابة إدارة انتقالية، تم تصميمها جزئيًا على غرار سلطة الأمم المتحدة الانتقالية في كمبوديا، وبالتالي تزويد إدارة الأمم المتحدة الانتقالية بولاية حكم مباشرة وعالية على المنطقة التي كانت محمية فعلياً للأمم المتحدة.

## خلفية
في عام 1995، صاغت مجموعة الاتصال المصغرة للسفراء الأجانب في زغرب اقتراحًا شاملاً للرئيس الكرواتي فرانجو تويمان وزعماء جمهورية كرايينا الصربية في كنين بهدف التوصل إلى حل سلمي لحرب الاستقلال الكرواتية. عُرف الاقتراح باسم خطة زد-4 واقترح إعادة دمج كراجينا في الإطار الدستوري الكرواتي على أساس اتفاقية دستورية جديدة حددت كرايينا كمنطقة تتمتع بالحكم الذاتي في كرواتيا. لم تنص الخطة على حكم ذاتي خاص لسلافونيا الشرقية بل فترة انتقالية لمدة عامين. رفض قادة كرايينا في كنين استلام مسودة الاقتراح التي أدت لاحقًا إلى عملية الفلاش وعملية العاصفة والهزيمة العسكرية الكاملة لكراجينا مما أدى إلى ترك أكثر من 200,000 لاجئ صربي كرواتي منازلهم.
ظل بقايا الدولة والأراضي المنفصلة جغرافيًا في سلافونيا الشرقية وبارانيا وسيرميا الغربية (المعروفة باسم سلافونيا الشرقية) الجزء الوحيد من كرواتيا الخاضع لسيطرة الصرب. على عكس كرايينا، تشترك سلافونيا الشرقية في حدود طويلة مع جمهورية صربيا. كما أنها كانت تابعة اقتصاديًا واجتماعيًا وكانت أكثر ارتباطًا سياسيًا بالسلطات في بلغراد ونوفي ساد من كرايينا. وقد أدى ذلك إلى اعتقاد المجتمع الدولي بأن التدخل الكرواتي في سلافونيا الشرقية سيؤدي إلى رد فعل عسكري يوغوسلافي وسيؤدي إلى تصعيد أكبر للأعمال العدائية. في الوقت نفسه، فتحت الهزيمة العسكرية لكراجينا وتوقيع اتفاقية واشنطن المجال لحل النزاع المسلح في البوسنة الذي أرادت الإدارة الأمريكية استخدامه قبل الانتخابات الرئاسية الأمريكية عام 1996. ربطت كرواتيا مشاركتها في مؤتمر دايتون للسلام بحل الصراع في سلافونيا الشرقية، بينما أصر المجتمع الدولي على تجنب أي تصعيد كبير جديد للأزمة اليوغوسلافية. وقد خلق ذلك ظروفا كان فيها الحل السلمي مفضلاً أو مقبولاً لجميع الأطراف المعنية.

### تاريخ الاتفاقية
كجزء من جهود السلام في البوسنة، صرح رئيس الولايات المتحدة بيل كلينتون أيضًا:
على الرغم من المكانة البارزة للحكم الذاتي الإقليمي في خطط الرئيس كلينتون والجهود التي يبذلها السفير الأمريكي بيتر غالبريث لنمذجة اقتراح الحكم الذاتي هذا على سابقة معلقة مؤخرًا لمقاطعة جلينا وكنين المتمتعة بالحكم الذاتي من القانون الدستوري بشأن المجتمعات القومية والعرقية أو الأقليات، فإن هذا الاقتراح رفضته الحكومة الكرواتية التي فضلت الحل العسكري على الحكم الذاتي الإقليمي. أقنع هذا المجتمع الدولي بالتركيز على نماذج الحكم الذاتي الشخصي الوطني غير الإقليمي وحقوق الأقليات والتعاون بين البلديات.

## أحكام

### عودة اللاجئين
وطُلب من إدارة الأمم المتحدة الانتقالية ضمان إمكانية عودة اللاجئين والمشردين إلى ديارهم الأصلية. كان يجب التمتع بنفس الحقوق لأولئك الذين غادروا المنطقة أو أولئك الذين قدموا إلى المنطقة من أجزاء أخرى من كرواتيا.

### تقاسم السلطة بين الطوائف
ساعدت لجان التنفيذ المشتركة التي شكلتها المجتمعات المحلية الكرواتية والصربية سلطة الأمم المتحدة الانتقالية في إدارة المنطقة. تم تنظيم قوات الشرطة المحلية ليكون لديها عدد متساوٍ من الكروات والصرب العرقيين بالإضافة إلى عدد أصغر إضافي من جميع الطوائف الأخرى في المنطقة.

### أحكام حقوق الأقليات
يمثل الاتفاق نفسه والتطورات والالتزامات اللاحقة خلال ولاية سلطة الأمم المتحدة الانتقالية الأساس الذي يعمل على أساسه العديد من مؤسسات الأقليات اليوم. كان إنشاء المجلس المشترك للبلديات، بأغلبية سكانية صربية، أحد الحقوق الصريحة الممنوحة للمجتمع الصربي. كما تم إنشاء مؤسسات أخرى مثل المجلس الوطني الصربي والمجلة الأسبوعية نوفوستي في نفس الوقت، بينما تم تسجيل بعضها، مثل راديو بوروفو، وفقًا للقوانين الكرواتية. تتطلب الاتفاقية احترام أعلى مستويات حقوق الإنسان والحريات الأساسية المعترف بها دوليًا.

## التأثير الدولي
تم الاستشهاد باتفاق أردوت كسابقة وقابلة للمقارنة من قبل الدبلوماسيين الأوكرانيين لتنفيذ حزمة تدابير مينسك الثانية المتفق عليها في إطار بروتوكول مينسك الذي يهدف إلى وقف الحرب في دونباس.

## روابط خارجية
- النص الكامل لاتفاق أردوت، صانع السلام التابع للأمم المتحدة (باللغات الإنجليزية والفرنسية والصينية والعربية والروسية والإسبانية)